# Croton simulans
Croton simulans är en törelväxtart som beskrevs av Paul Irwin Forster. Croton simulans ingår i släktet Croton och familjen törelväxter. Inga underarter finns listade i Catalogue of Life.